# Simple Network Time Protocol
SNTP er en forkortelse for Simple Network Time Protocol.
SNTP er et forenklet alternativ til NTP. Protokollen bruger samme UDP-baserede pakkeformat som NTP og de fleste NTP-servere kan også servicere SNTP-klienter. En SNTP-server skal have en pålidelig ekstern tidskilde som en stratum-1 NTP-server.
Protokollen virker på den måde, at klienten, der skal bruge et klokkeslæt, kontakter en server med en NTP-pakke, med klientes aktuelle tid. Serveren opdaterer pakken med den tid serveren har modtaget forespørgslen og det korrekte tidspunkt ifølge serveren. Afsender- og modtager-adresserne byttes om i pakken. Lige før afsendelse opdateres med den tid, hvor svaret bliver sendt tilbage til klienten.
Ud fra svaret kan klienten beregne, hvor meget tiden skal justeres. Det antages, at det tager lige lang tid at sende og modtage UDP-pakkerne. Beregningen foregår således:
- T1: Sendetidspunkt ifølge klienten.
- T2: Modtagetidspunkt ifølge serveren.
- T3: Sendetidspunkt ifølge serveren.
- T4: Det tidspunkt, hvor klienten modtager svaret.

```
Forsinkelse = T4 + T3 – T2 – T1
Justering = (T2 – T1 + T3 – T4) / 2
```

Den lokale tid hos klienten kan nu justeres ud fra den beregnede forsinkelse og justeringsgrad. Forsinkelsen fortæller, hvor meget netværket forsinkede processen. Det vil sige det samlede tidsforbrug fraregnet behandlingstiden på serveren. Justeringen fortæller, hvor meget tiden på klienten skal justeres. Udregningerne forudsætter, at det tager lige lang tid at sende og modtage information, hvilket sjældent er tilfældet på Internettet.